# ZERO1 World Heavyweight Championship
Lo ZERO1 World Heavyweight Championship è un titolo della federazione giapponese di puroresu Pro Wrestling ZERO1 (ZERO1). 

Il termine puroresu indica la forma di wrestling praticata in Giappone.
Questo campionato è al più importante della federazione, al pari del ZERO1 United National Heavyweight Championship.

## Storia
Introdotto nel 2007, quando Zero1 concluse il rapporto di collaborazione con la federazione AWA Superstars of Wrestling e quando Masato Tanaka (il detentore del titolo AWA Superstars of Wrestling World Heavyweight Championship) ne fu insignito come primo campione. 

La cintura di questo titolo è la stessa che fu dell'AWA e ad oggi reca la dicitura "AWA World Heavyweight Wrestling Champion".

## Albo d'oro
| Lottatore        | Regni | Data              | Luogo           | Note                                                                                                  |
| ---------------- | ----- | ----------------- | --------------- | --- |
| Masato Tanaka    | 1     | 26 ottobre 2007   | Tokyo, Giappone | Sconfisse Takao Omori e vinse il titolo World Heavyweight Championship of AWA Superstars of Wrestling |
| Yuji Nagata      | 1     | 13 ottobre 2008   | Tokyo           | |
| Shinjirō Otani   | 1     | 27 febbraio 2009  | Tokyo           | |
| Ryouji Sai       | 1     | 29 marzo 2009     | Tokyo           | |
| Masato Tanaka    | 2     | 1º luglio 2009    | Tokyo           | |
| Toshiaki Kawada  | 1     | 24 ottobre 2009   | Tokyo           | |
| Kohei Sato       | 1     | 11 aprile 2010    | Tokyo           | |
| Bambikiller      | 1     | 11 luglio 2010    | Tokyo           | |
| Hideki Suzuki    | 1     | 9 settembre 2010  | Tokyo           | |
| Ryouji Sai       | 2     | 6 marzo 2011      | Tokyo           | |
| The Sheik        | 1     | 3 luglio 2011     | Tokyo           | |
| Kohei Sato       | 2     | 6 novembre 2011   | Tokyo           | |
| KAMIKAZE         | 1     | 1º febbraio 2012  | Tokyo           | |
| Akebono          | 1     | 2 marzo 2012      | Tokyo           | |
| Vacante          |       | 11 settembre 2012 |                 | |
| James Raideen    | 1     | 4 agosto 2013     | Tokyo           | Sconfisse Masato Tanaka.                                                                              |
| Kohei Sato       | 3     | 30 marzo 2014     | Tokyo           | |
| Masakatsu Funaki | 1     | 6 luglio 2014     | Tokyo           | |
| Kohei Sato       | 4     | 19 settembre 2014 | Tokyo           | |
| Hideki Suzuki    | 2     | 1º novembre 2015  | Tokyo           | |
| Kohei Sato       | 5     | 27 marzo 2016     | Tokyo           | |
| Masato Tanaka    | 3     | 26 marzo 2017     | Tokyo           | |